# 이민규 (성우)
이민규(1982년 5월 14일 ~ )는 대한민국의 성우로, 2013년 교육방송 성우극회 공채 23기로 입사했다.

## 출연 작품

### 애니메이션
- 고고다이노 - 렉스
- 두다다쿵 (EBS) - 거북이 할아버지
- 부릉! 부릉! 브루미즈 (EBS) - 깨, 칩아저씨
- 엄마 까투리 (EBS) - 반달곰 아저씨, 소녀 아빠, 폭탄먼지벌레, 코알라 아저씨
- 코봇지구를 지켜라(EBS)
- 두키 탐험대 (EBS)
- 로보카 폴리 (EBS) - 캐리, 키튼, 토미
- 모두모두 쇼 (MBC) - 라파파
- 모피와 친구들 (EBS)
- 미라큘러스: 레이디버그와 블랙캣 (EBS) - 다모클레스 교장
- 바오밥섬의 파오파오 (EBS) - 해설
- 봉구야 말해줘 (EBS) - 봉구
- 요술상자 (EBS)
- 용감한 소방차 레이 (EBS) - 헬릭스, 래드
- 정글에서 살아남기 - 마루의 어드벤처 (EBS) - 헬리콥터 조종사
- 정글에서 살아남기 (EBS) - 드라켄, 떡대
- 주사위 요정 큐비쥬 (EBS) - 달맨 外
- 출동! 슈퍼윙스 (EBS) - 로버
- 파워배틀 와치카 (MBC) - 브레이킹, 제우스, 유진 박사
- 프렌쥬 쓰담쓰담 동물원 (EBS) - 아르만도 外
- 포켓몬스터 XY (투니버스) - 말랑이
- 허풍선이 과학쇼 (EBS)
- 호기심 나라 오키도 (EBS) - 시장, 퍼들
- 허풍선이 과학쇼 시즌2 (EBS) - 머독
- 꼬마농부 라비(KBS) - 푸실
- 플라워링 하트(EBS) - 와이즈
- 고고다이노 공룡탐험대 (EBS) - 렉스
- 헬로 카봇 (KBS) - 썬더, 프라우드
- 빅 시티 그린 (디즈니 채널, 디즈니+) - 빌 그린
- 또봇 V (KBS) - 바이킹 나인
- 포텐독 (EBS) - 도구, 가짜 보호소장
- 신비한 개구리 나라 앰피비아 (디즈니 채널, 디즈니+) - 홉팝
- 미스테리야 (EBS) - 도레미 경
- 반짝반짝 캐치! 티니핑 (재능TV) - 도둑 1
- 아따맘마 2023 (브라보키즈) - 이원중
- 포켓몬스터 (투니버스) - 알렉스

### 방송
- EBS 만점왕 (EBS) - 강이
- 과학탐정단 시드 (EBS)
- 수능5분 한국사 (EBS)
- 딩동댕 유치원 (EBS) - 모짜란데
- 생방송 톡톡 보니하니 (EBS)
- 수학업 (EBS) - 레오
- 위인극장 (EBS)
- 한글이 야호2 (EBS)

### 게임
- 검은 사막
- 도신맞고, 섯다
- 무신 (퍼펙트월드코리아)
- 아이마 (Nexon)
- 엘소드 (Nexon)
- 용사가 간다 (파티게임즈)
- 타짜 맞고 (아이피브릿지)
- 하스스톤
- 뮤 (웹젠)
- 사조영웅전(퍼펙트월드코리아)
- 소울킹

### 다큐 및 교양
- 엄지의 제왕 (MBN)
- 자전거 국토종주 (한국여론방송)
- 세계견문록 아틀라스 (EBS)
- 파이프드림
- 문화유산 - 아프로시압 궁전벽화
- 발명이 팡팡 (EBS)
- 문화유산 코리아 (EBS)
- 책.갈.피 (EBS)
- 교육 리포트 온 (EBS)
- 필독 중학 한국사 (EBS)
- 명의 (EBS)
- 2013.05.13 EBS 다큐 10+ <비단구렁이, 미국을 점령하다>
- 2013.05.17 EBS 하나뿐인 지구 <부처님 오신날 특집 먹는다는 것에 대하여> -해설
- 2013.05.21 EBS 다큐 10+ <재생 의학의 미래>
- 2013.07.31 EBS 다큐 10+ <아시아의 경제혁명> - 제1편 태국 자동차 산업
- 2013.08.07 EBS 다큐 10+ <아시아의 경제혁명> - 제2편 중동 재생에너지 산업
- 2013.08.14 EBS 다큐 10+ <아시아의 경제혁명> - 제3편 인도네시아 금융시장
- 2013.09.04 EBS 세계의 눈 <세계 최강의 방탄차>
- 2013.09.27 EBS 하나뿐인 지구 <물이 인간을 만났을 때> -해설
- 2013.10.16 EBS 세계의 눈 <남아공의 검은 표범을 찾아서>
- 2014.01.15 EBS 세계의 눈 <니라공고 화산 원정대>
- 2014.01.08 EBS 신년특집 <세계와 중국 그리고 21세기> - 제4편 변화하는 중국, 대한민국의 선택은? -해설
- 2014.02.12 EBS 세계의 눈 <슈퍼 망원경의 세계>
- 2014.02.19 EBS 세계의 눈 <스티브 잡스>
- 2014.03.08 EBS 세계의 눈 <대재앙: 동일본 대지진> - 제1편 대지진 발생 원인
- 2014.03.09 EBS 세계의 눈 <대재앙: 동일본 대지진> - 제2편 격변의 지구
- 2014.03.15 EBS 세계의 눈 <치명적인 재앙 - 화산폭발>
- 2014.03.16 EBS 세계의 눈 <치명적인 재앙 - 토네이도>
- 2014.03.23 EBS 세계의 눈 <엘자 - 세상의 편견을 바꾼 암사자>
- 2014.04.19 EBS 세계의 눈 <보스턴 마라톤 폭탄테러>
- 2014.04.20 EBS 세계의 눈 <알베르트의 작은 세상>
- 2014.05.03 EBS 세계의 눈 <무인 항공기의 실체>
- 2014.05.10 EBS 세계의 눈 <도시를 해부하다> - 제1부 지진의 도시, 샌프란시스코
- 2014.05.11 EBS 세계의 눈 <셰익스피어는 누구인가?>
- 2014.05.17 EBS 세계의 눈 <도시를 해부하다> - 제2부 얼음의 도시, 토론토
- 2014.05.18 EBS 세계의 눈 <도시를 해부하다> - 제3부 지하도시, 런던
- 2014.05.31 EBS 세계의 눈 <도시를 해부하다> - 제4부 항구도시, 시드니
- 2014.06.01 EBS 세계의 눈 <대자연 속으로> - 애팔레치아 트레일
- 2014.06.14 EBS 세계의 눈 <신기한 자연> - 제1부 쥐 떼의 창궐과 고래의 떼죽음
- 2014.07.12 EBS 세계의 눈 <죽어서도 말한다 - 잉카 어린이 미라>
- 2014.07.19 EBS 세계의 눈 <목성의 위성, 유로파>
- 2014.08.02 EBS 세계의 눈 <공룡 발자국의 비밀>
- 2014.08.10 EBS 세계의 눈 <가난한 이들의 이웃, 교황 프란치스코>
- 2014.08.23 EBS 세계의 눈 <환경오염 제로에 도전하라>
- 2014.09.04 EBS 스페셜 프로젝트 <두뇌게임 천재들의 전쟁 1부> -해설
- 2014.09.11 EBS 스페셜 프로젝트 <두뇌게임 천재들의 전쟁 2부> -해설
- 2014.09.28 EBS 일요필러2 <줄리아드 사람들 - 우리는 하나>
- 2014.10.05 EBS 세계의 눈 <스티브 잡스>
- 2014.10.05 EBS 일요필러2 <줄리아드 사람들 - 예술가들!>
- 2014.10.12 EBS 일요필러2 <줄리아드 사람들 - 꿈과 현실>
- 2014.10.03 EBS 포커스 <제5회 혐오심> -해설
- 2014.11.22 EBS 세계의 눈 <케네디 암살의 재구성>
- 2014.11.29 EBS 세계의 눈 <고양잇과 맹수들>
- 2014.12.06 EBS 세계의 눈 <넬슨 만델라께 띄우는 편지>
- 2014.12.05 EBS 포커스 <제9회 질투> -해설
- 2015.02.08 EBS 세계의 눈 <검은 개구리매의 비밀>
- 2015.02.15 EBS 세계의 눈 <신기한 자연> - 제1부 쥐 떼의 창궐과 고래의 떼죽음
- 2015.02.21 EBS 세계의 눈 <생체 인식 기술, 어디까지 왔나?>
- 2015.03.01 EBS 특별기획다큐멘터리 <역사의 그림자, 일본군 '위안부'>
- 2015.03.30 EBS 다큐 오늘 <파충류 하늘을 날다> -해설
- 2015.03.31 EBS 다큐 오늘 <뱀, 숲 속의 전략가> -해설
- 2015.04.01 EBS 다큐 오늘 <뱀 태어나다> -해설
- 2015.04.02 EBS 다큐 오늘 <코모도의 짝짓기> -해설
- 2015.04.27 EBS 다큐 오늘 <극한의 인도네시아 가구 공장> -해설
- 2015.04.28 EBS 다큐 오늘 <급류의 도전자, 필리핀 방카 사공> -해설
- 2015.04.29 EBS 다큐 오늘 <불볕 더위와의 전쟁, 필리핀 사탕수수 농장> -해설
- 2015.04.30 EBS 다큐 오늘 <절벽에 길을 뚫는다, 중국 잔도공> -해설
- 2015.06.08 EBS 다큐 오늘 <신비한 모로코, 붉은 바다 사하라> -해설
- 2015.06.09 EBS 다큐 오늘 <신비한 모로코, 카사블랑카 레그지라> -해설
- 2015.06.10 EBS 다큐 오늘 <신비한 모로코, 천년의 도시 페스> -해설
- 2015.06.11 EBS 다큐 오늘 <가죽의 탄생> -해설
- 2015.04.19 EBS 세계의 눈 <자폐증 소년의 희망편지>
- 2015.05.09 EBS 세계의 눈 <신기한 자연> - 제1부 별난 자식 사랑
- 2015.05.16 EBS 세계의 눈 <신기한 자연> - 제2부 성가신 이웃의 귀환
- 2015.07.11 EBS 세계의 눈 <재앙의 재구성 - 911 테러>
- 2015.07.18 EBS 세계의 눈 <재앙의 재구성 - 진주만 공격>
- 2015.09.12 EBS 세계의 눈 <911을 넘어서 세계무역센터>
- 2015.05.01 EBS 하나뿐인 지구 <물의 비극> -해설
- 2015.05.09 EBS 하나뿐인 지구 <화장, 아이들을 위협하다> -해설
- 2015.06.26 EBS 하나뿐인 지구 <생태보고 팔라완이 가진 모든 것> -해설
- 2015.08.07 EBS 하나뿐인 지구 <모래가 사라졌다> -해설
- 2015.09.11 EBS 하나뿐인 지구 <지구의 경고, 온난화 난민> -해설
- 2016.01.09 EBS 세계의 눈 <미국의 총기규제 논쟁>
- 2016.01.17 EBS 세계의 눈 <과학으로 본 지구>
- 2016.01.31 EBS 세계의 눈 <총기난사 사건의 실체>
- 2016.02.20 EBS 세계의 눈 <재앙의 재구성 - 패딩턴 열차사고>
- 2016.02.21 EBS 세계의 눈 <재앙의 재구성 - 위버링겐 공중 충돌>
- 2016.02.27 EBS 세계의 눈 <재앙의 재구성 - 케이블카 충돌사고>
- 2016.02.28 EBS 세계의 눈 <재앙의 재구성 - 보팔 가스 폭발사고>
- 2016.03.12 EBS 세계의 눈 <대재앙: 동일본 대지진> - 제1편 대지진의 발생 원인
- 2016.03.19 EBS 세계의 눈 <대재앙: 동일본 대지진> - 제2편 격변의 지구
- 2016.07.17 EBS 세계의 눈 <잊혀진 도시, 페트라>
- 2016.08.21 EBS 세계의 눈 <그린에너지의 함정>
- 2016.10.15 EBS 세계의 눈 <냉동인간, 재탄생하다>
- 2016.10.29 EBS 세계의 눈 <2016 미국의 선택 - 힐러리 클린턴>
- 2016.11.05 EBS 세계의 눈 <2016 미국의 선택 - 도널드 트럼프>
- 2016.11.12 EBS 세계의 눈 <백악관 이야기 - 백악관을 움직이는 사람들>
- 2016.11.19 EBS 세계의 눈 <백악관 이야기 - 백악관에 사는 사람들>
- 2016.11.26 EBS 세계의 눈 <세계의 마천루 - 원 월드 트레이드 센터>
- 2016.12.03 EBS 세계의 눈 <세계의 마천루 - 레든홀 빌딩>
- 2017.01.07 EBS 세계의 눈 <세상을 바꾼 발명 - 제 1부 초고층 건물>
- 2017.01.14 EBS 세계의 눈 <세상을 바꾼 발명 - 제 2부 비행기>
- 2017.02.04 EBS 세계의 눈 <세상을 바꾼 발명, 휴대폰>
- 2017.07.16 EBS 세계의 눈 <바다 속 폼페이, 바이아>
- 2017.09.10 EBS 세계의 눈 <불의 땅, 인도네시아>
- 2017.09.17 EBS 세계의 눈 <사라진 마을 머스트 팜, 3천년의 기적>
- 2017.10.05 EBS 추석 특선 다큐멘터리 <우주에서 보낸 1년>
- 2017.10.15 EBS 세계의 눈 <웨스트민스터, 천 년의 비밀>
- 2017.11.03 EBS 다큐시선 <나는 인턴입니다> - 해설
- 2018.07.19 EBS 다큐시선 <훈장의 품격>
- 2018.11.15 EBS 다큐시선 86회 <알코올 의존의 그림자> - 내레이션
- 2018.11.25 JTBC 다큐 플러스 38회 <도시숲, 내 삶을 바꾸다> - 내레이션
- 2018.12.06 EBS 다큐시선 89회 <나는 해고자입니다> - 내레이션

### TV광고 / 홍보
- SK하이닉스 기업PR 광고 '안에서 밖을 만들다'편
- 월드 프렌즈 IT봉사단 홍보
- 하얀고양이프로젝트-게임광고
- 아산전국체전TV spot
- 2016 DGIST (대구경북과학기술원)CF
- 인천경제자유구역IFEZ
- 국제국학기공대회SPOT
- 원희캐슬 홍보영상
- 파견근로자보호법
- 2016 호암상 내레이션
- 우고스홍보영상
- SMIT 홍보

### 라디오
- 라디오 역사극장 (EBS)
- 다큐드라마 코리안 미러클 (EBS)
- 2013.08.19 ~ 2013.08.23 EBS 라디오 소설 (EBS) 노경실 作 철수는 철수다 - 주유소 사장, 선생님
- 2013.08.29 ~ 2013.09.07 EBS 라디오 인물열전 (EBS) 레오나르도 다빈치 - 농부
- 2013.09.12 ~ 2013.09.21 EBS 라디오 인물열전 (EBS) 헬렌켈러 - 의사
- 2013.09.26 ~ 2013.10.05 EBS 라디오 인물열전 (EBS) 알베르트 슈바이처 - 게오르게
- 2013.10.10 ~ 2013.10.19 EBS 라디오 인물열전 (EBS) 안토니우 가우디 - 조수
- 2013.11.07 ~ 2013.11.16 EBS 라디오 인물열전 (EBS) 베토벤 - 리스
- 2013.11.21 ~ 2013.11.30 EBS 라디오 인물열전 (EBS) 프리다 칼로 - 바실리 칸딘스키
- 2013.12.05 ~ 2013.12.14 EBS 라디오 인물열전 (EBS) 미켈란젤로 부오나로티 - 비아지오
- 2013.12.19 ~ 2013.12.28 EBS 라디오 인물열전 (EBS) 어니스트 섀클턴 - 와일드
- 2014.01.02 ~ 2014.01.11 EBS 라디오 인물열전 (EBS) 마틴 루터 킹 - 랄프 애버네시
- 2014.01.16 ~ 2014.01.25 EBS 라디오 인물열전 (EBS) 찰리 채플린 - 시어스
- 2014.01.30 ~ 2014.02.08 EBS 라디오 인물열전 (EBS) 오드리 햅번 - 로버트 월더스
- 2014.02.10 ~ 2014.02.12 EBS 라디오 연재소설 (EBS) 서진연 作 괴산
- 2014.02.13 ~ 2014.02.22 EBS 라디오 인물열전 (EBS) 빈센트 반고흐 - 고갱
- 2014.02.17 ~ 2014.02.19 EBS 라디오 연재소설 (EBS) 권여선 作 봄밤
- 2014.02.20 ~ 2014.02.21 EBS 라디오 연재소설 (EBS) 최민우 作 이베리아의 전갈
- 2014.02.27 ~ 2014.03.08 EBS 라디오 인물열전 (EBS) 넬슨 만델라 - 올리버 탐보
- 2014.03.13 ~ 2014.03.22 EBS 라디오 인물열전 (EBS) 앙투안 드 생텍쥐페리 - 상관
- 2014.03.27 ~ 2014.04.05 EBS 라디오 인물열전 (EBS) 윤동주 - 한준명 선생 外
- 2014.04.10 ~ 2014.04.19 EBS 라디오 인물열전 (EBS) 로댕 - 파그나텔리 外
- 2014.04.24 ~ 2014.05.02 EBS 라디오 인물열전 (EBS) 이사도라 던컨 - 오거스트 外
- 2014.05.08 ~ 2014.05.17 EBS 라디오 인물열전 (EBS) 이태석 - 대통령 外
- 2014.05.22 ~ 2014.05.31 EBS 라디오 인물열전 (EBS) 나혜석 - 염상섭 外
- 2014.06.05 ~ 2014.06.15 EBS 라디오 인물열전 (EBS) 레이첼 카슨 - 지미 카터 대통령 外
- 2014.06.19 ~ 2014.06.28 EBS 라디오 인물열전 (EBS) 쇼팽 - 지브니 外
- 2014.07.03 ~ 2014.07.12 EBS 라디오 인물열전 (EBS) 김수영 - 이봉구 外
- 2014.07.17 ~ 2014.07.25 EBS 라디오 인물열전 (EBS) 로버트 카파 - 브레송 外
- 2014.07.31 ~ 2014.08.09 EBS 라디오 인물열전 (EBS) 유일한 - 나찬수 外
- 2014.08.14 ~ 2014.08.23 EBS 라디오 인물열전 (EBS) 코코샤넬 - 피카소 外
- 2014.08.25 ~ 2014.10.04 EBS 낭독A (EBS) N.H. 클라인 바움 作 죽은 시인의 사회
- 2014.10.20 ~ 2014.11.15 EBS 낭독A (EBS) 이승우 作 생의 이면
- 2014.11.03 ~ 2014.11.29 EBS 낭독A (EBS) 톨스토이 作 톨스토이 단편선
- 2014.11.10 ~ 2014.12.13 EBS 낭독A (EBS) 마크 해던 作 한밤중에 개에게 일어난 의문의 사건
- 2014.11.17 ~ 2014.12.13 EBS 낭독A (EBS) 이명랑 作 삼오식당
- 2014.12.01 ~ 2014.12.13 EBS 낭독A (EBS) C.S 루이스 作 천국과 지옥의 이혼
- 2014.12.15 ~ 2014.12.27 EBS 낭독A (EBS) 루시 모드 몽고메리 作 빨간머리앤과 함께하는 크리스마스
- 2014.12.15 ~ 2015.01.03 EBS 낭독A (EBS) 김진명 作 천년의 금서
- 2014.12.15 ~ 2015.01.10 EBS 낭독A (EBS) 미치 앨봄 作 모리와 함께한 화요일
- 2014.12.29 ~ 2015.01.17 EBS 낭독A (EBS) 폴 빌라드 作 위그든씨의 사탕가게
- 2015.01.02 ~ 2015.02.28 EBS 낭독A (EBS) 김윤영 作 내 집 마련의 여왕
- 2015.01.05 ~ 2015.01.31 EBS 낭독A (EBS) 정찬주 作 천강에 비친 달
- 2015.01.12 ~ 2015.02.07 EBS 낭독A (EBS) 에쿠니 가오리 作 냉정과 열정사이 'Rosso 아오이편'
- 2015.01.19 ~ 2015.02.14 EBS 낭독A (EBS) 헤르만 헤세 作 헤르만헤세 환상동화집
- 2015.02.06 ~ 2015.03.07 EBS 낭독B (EBS) 염상섭 作 만세전
- 2015.03.02 ~ 2015.03.21 EBS 낭독A (EBS) 더글라스 애덤스 作 은하수를 여행하는 히치하이커를 위한 안내서
- 2015.03.02 ~ 2015.03.28 EBS 낭독A (EBS) 애거서 크리스티 作 그리고 아무도 없었다
- 2015.04.06 ~ 2015.04.25 EBS 낭독A (EBS) 오천석 作 노란 손수건
- 2015.04.27 ~ 2015.05.16 EBS 낭독A (EBS) 토마스 만 作 토니오 크뢰거
- 2015.06.01 ~ 2015.06.20 EBS 낭독A (EBS) 존 딕슨 카 作 황제의 코담뱃값
- 2016.02.15 EBS 낭독A (EBS) 테마명작관 공정민의 낭독 - 오헨리 作 가족(1) 인생유전
- 2016.02.16 ~ 2016.02.17 EBS 낭독A (EBS) 테마명작관 공정민의 낭독 - 모파상 作 가족(2) 쥘르 삼촌

### 기타
- 이브(EBS) - 비브 / 호프런
- 쿠베라 (VoiceStory,오디오 드라마)